# منطقة محرمة

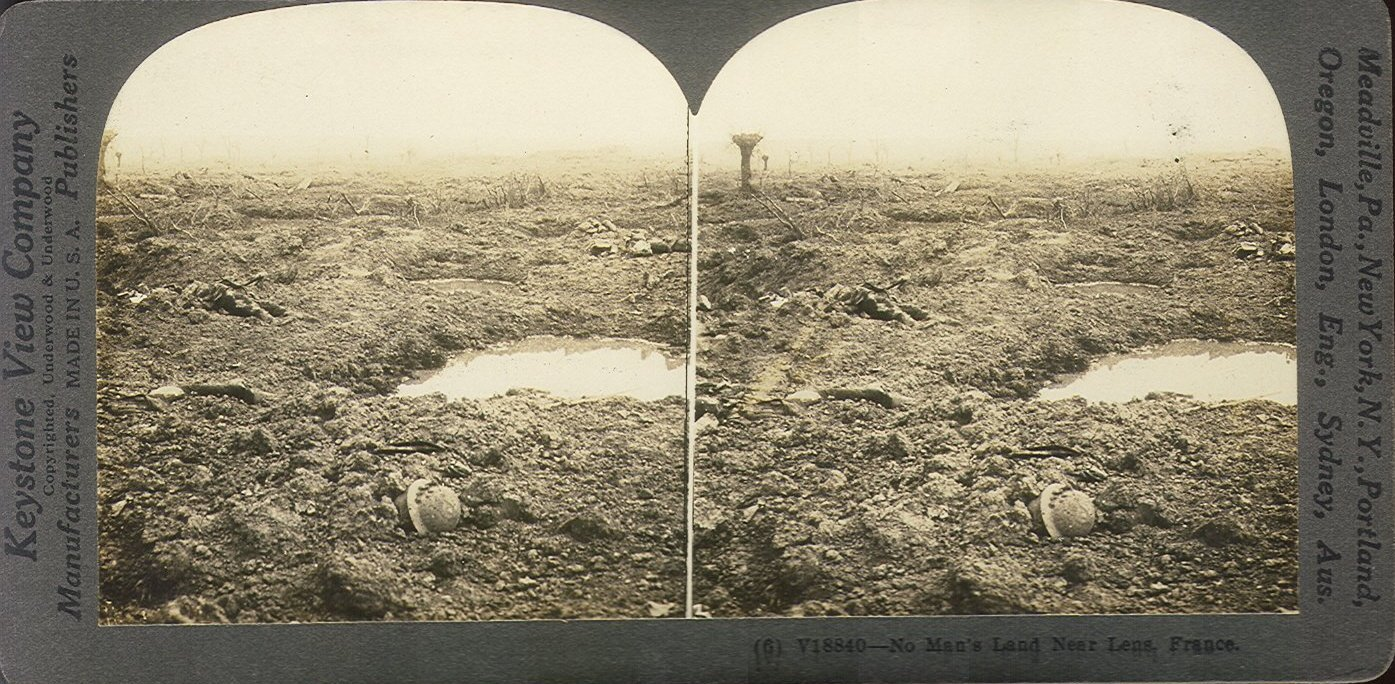
منطقة محرمة خلال الحرب العالمية الأولى

منطقة محرمة (No man's land) منطقة في محل نزاع من قبل طرفان تركاها دون احتلالها لأسباب تعود للخوف أو الشك. ومن أوضح الأمثلة عليها، خلال الحرب العالمية الأولى حيث استُعمل هذا اللفظ لوصف المنطقة التي تقع بين خنادق طرفين متحاربين وكانت الأطراف المتنازعة تخاف السيطرة على المنطقة المحرمة أو التحرك فيها خشية تعرضها لهجوم من قبل العدو.

## التاريخ
استعملت لفظ المنطقة المحرمة خصوصاً خلال الحرب العالمية الأولى، ولكن أصل الكلمة يعود إلى القرن الرابع عشر حيث كان يصف منطقة كانت تقع خارج أسوار لندن الشمالية. كانت يتم في هذه المنطقة إعدام المجرمين وكان يتم ترك جثثهم مقطعة فيها كتحذير لمن يحاول الخروج عن القانون. وأطلق على هذه المنطقة اسم (No man's land) لأنه لم يكن أي شخص يدعي ملكيتها. بعد حوالي 400 سنة أطلق هذا اللفظ على منطقة صغيرة تستعمل في السفن يتم فيها خزن بعض الأدوات كالحبال وغيرها.
استعمل اللفظ لأول مرة في السياق العسكري سنة 1900 وذلك لتسمية منطقة تقع بين خندقين. خلال الحرب العالمية الأولى عرفت الكلمة استعمالاً واسعاً وكان ذكرها قد ورد في رسالة عاجلة في جريدة التايمز اللندنية كتبه الكولونل ارنست دنلوب سوينتون.
شكلت المنطقة المحرمة تجربة صعبة بالنسبة للجنود فهي قد تمدد مئات الأمتار كما تستطيع أن تصل إلى حوالي عشرة
أمتار في بعض الأحيان. تكون جوانب المنطقة المحرمة مؤججة بالأسلحة الثقيلة والرشاشات كما يمكن أن تحتوي على ألغام أو على أسلاك شائكة. يمكن كذلك أن تكون المنطقة المحرمة مبعثرة بجثث جنود قد قتلوا أو جندو جرحوا ولم يستطيعوا العودة إلى خنادقهم.
تعتبر المنطقة التي كانت تقع وراء الجدار الحديدي الذي كان يفصل بين القسم الشرقي، السوفياتي، والغربي من أوروبا خلال الحرب البادرة وقبل سقوط سور برلين.
تعتبر المنطقة الفاصلة بين الكورتين الشمالية والجنوبية وهي منطقة خالية السلاح آخر منطقة محرمة حاليا.